# Osvajači olimpijskih odličja u atletici, muški, 4x400 m štafeta
Osvajači olimpijskih medalja u atletici za muškarce u disciplini 4x400 m štafeta prikazani su u sljedećoj tablici:
| Olimpijske igre      | Zlato                                                                            | Zlato       | Srebro                                                                       | Srebro      | Bronca | Bronca      |
| -------------------- | -------------------------------------------------------------------------------- | ----------- | ---------------------------------------------------------------------------- | ----------- | --- | ----------- |
| Stockholm 1912.      | SAD Mel Sheppard Edward Lindberg Ted Meredith Charles Reidpath                   | 3:16,6 min  | Francuska Charles Lelong Robert Schurrer Pierre Failliot Charles Poulenard   | 3:20,7 min  | Velika BritanijaGeorge Nicol Ernest Henley James Soutter Cyril Seedhouse                                   | 3:23,2 min  |
| Antwerpen 1920.      | Velika Britanija Cecil Griffiths Robert Lindsay John Ainsworth-Davies Guy Butler | 3:22,2 min  | Južna AfrikaHarry Davel Clarence Oldfield Jack Oosterlaak Bevil Rudd         | 3:23,0 min  | FrancuskaGeorges André Gaston Féry Maurice Delvart Jean Delvaux                                            | 3:23,5 min  |
| Pariz 1924.          | SADCommodore Cochran Alan Helffrich Oliver MacDonald William Stevenson           | 3:16,0 min  | ŠvedskaArtur Svensson Erik Byléhn Gustaf Wejnarth Nils Engdahl               | 3:17,0 min  | Velika BritanijaEdward Toms George Renwick Richard Ripley Guy Butler                                       | 3:17,4 min  |
| Amsterdam 1928.      | SADGeorge Baird Emerson Spencer Frederick Alderman Ray Barbuti                   | 3:14,2 min  | NjemačkaOtto Neumann Werner Storz Richard Krebs Hermann Engelhard            | 3:14,8 min  | KanadaAlex Wilson Phil Edwards Stanley Glover James Ball                                                   | 3:15,4 min  |
| Los Angeles 1932.    | SADIvan Fuqua Edgar Ablowich Karl Warner Bill Carr                               | 3:08,14 min | Velika BritanijaCrew Stoneley Thomas Hampson David Burghley Godfrey Rampling | 3:11,2 min  | KanadaRay Lewis James Ball Phil Edwards Alex Wilson                                                        | 3:12,8 min  |
| Berlin 1936.         | Velika BritanijaFrederick Wolff Godfrey Rampling William Roberts Godfrey Brown   | 3:09,0 min  | SADHarold Cagle Robert Young Edward O'Brien Alfred Fitch                     | 3:11,0 min  | NjemačkaHelmut Hamann Friedrich von Stülpnagel Harry Voigt Rudolf Harbig                                   | 3:11,8 min  |
| London 1948.         | SADArthur Harnden Clifford Bourland Roy Cochran Mal Whitfield                    | 3:10,4 min  | FrancuskaJean Kerebel Francois Schewetta Robert Chef d'Hotel Jacques Lunis   | 3:14,8 min  | ŠvedskaKurt Lundkvist Lars Wolfbrandt Folke Alnevik Rune Larsson                                           | 3:16,0 min  |
| Helsinki 1952.       | JamajkaArthur Wint Leslie Laing Herb McKenley George Rhoden                      | 3:04,04 min | SADOllie Matson Gerald Cole Charles Moore Mal Whitfield                      | 3:04,21 min | NjemačkaHans Geister Günther Steines Heinz Ulzheimer Karl-Friedrich Haas                                   | 3:06,78 min |
| Melbourne 1956.      | SADCharlie Jenkins Louis Jones James Mashburn Tom Courtney                       | 3:04,81 min | AustralijaGraham Gipson Leon Gregory David Lean Kevan Gosper                 | 3:06,19 min | Velika BritanijaFrancis Higgins Michael Wheeler John Salisbury Derek Johnson                               | 3:07,19 min |
| Rim 1960.            | SADJack Yerman Earl Young Glenn Davis Otis Davis                                 | 3:02,37 min | NjemačkaJoachim Reske Manfred Kinder Johannes Kaiser Carl Kaufmann           | 3:02,84 min | Britanska Zapadna Indija Malcolm Spence (TRI) James Wedderburn (TRI) Keith Gardner (JAM) George Kerr (JAM) | 3:04,13 min |
| Tokio 1964.          | SADOllan Cassell Michael Larrabee Ulis Williams Henry Carr                       | 3:00,7 min  | Velika BritanijaTimothy Graham Adrian Metcalfe John Cooper Robbie Brightwell | 3:01,6 min  | Trinidad i TobagoEdwin Skinner Kenneth Bernard Edwin Roberts Wendell Mottley                               | 3:01,7 min  |
| Mexico City 1968.    | SADVincent Matthews Ron Freeman Larry James Lee Evans                            | 2:56,16 min | KenijaDaniel Rudisha Munyoro Nyamau Naftali Bon Charles Asati                | 2:59,64 min | SR NjemačkaHelmar Müller Manfred Kinder Gerhard Hennige Martin Jellinghaus                                 | 3:00,57 min |
| München 1972.        | KenijaCharles Asati Hezahiah Nyamau Robert Ouko Julius Sang                      | 2:59,83 min | Velika BritanijaMartin Reynolds Alan Pascoe David Hemery David Jenkins       | 3:00,46 min | FrancuskaGilles Bertould Daniel Velasques Francis Kerbiriou Jacques Carette                                | 3:00,65 min |
| Montreal 1976.       | SADHerman Frazier Benjamin Brown Fred Newhouse Maxie Parks                       | 2:58,65 min | PoljskaRyszard Podlas Jan Werner Zbigniew Jaremski Jerzy Pietrzyk            | 3:01,43 min | SR NjemačkaFranz-Peter Hofmeister Lothar Krieg Harald Schmid Bernd Herrmann                                | 3:01,98 min |
| Moskva 1980.         | Sovjetski SavezRemigijus Valiulis Mikhail Linge Nikolay Chernetsky Viktor Markin | 3:01,08 min | DR NjemačkaKlaus Thiele Andreas Knebel Frank Schaffer Volker Beck            | 3:01,26 min | ItalijaStefano Malinverni Mauro Zuliani Roberto Tozzi Pietro Mennea                                        | 3:04,3 min  |
| Los Angeles 1984.    | SADSunder Nix Ray Armstead Alonzo Babers Antonio McKay                           | 2:57,91 min | Velika BritanijaKriss Akabusi Gary Cook Todd Bennett Philip Brown            | 2:59,13 min | NigerijaSunday Uti Moses Ugbusien Rotimi Peters Innocent Egbunike                                          | 2:59,32 min |
| Seoul 1988.          | SADDanny Everett Steve Lewis Kevin Robinzine Harry "Butch" Reynolds              | 2:56,16 min | JamajkaHoward Davis Devon Morris Winthrop Graham Bertland Cameron            | 3:00,30 min | SR NjemačkaNorbert Dobeleit Edgar Itt Jörg Vaihinger Ralf Lübke                                            | 3:00,56 min |
| Barcelona 1992.      | SADAndrew Valmon Quincy Watts Michael Johnson Steve Lewis                        | 2:55,74 min | KubaLazaro Martínez Hector Herrera Norberto Téllez Roberto Hernández         | 2:59,51 min | Velika BritanijaRoger Black David Grindley Kriss Akabusi John Regis                                        | 2:59,73 min |
| Atlanta 1996.        | SADLaMont Smith Alvin Harrison Derek Mills Anthuan Maybank                       | 2:55,99 min | Velika BritanijaIwan Thomas Jamie Baulch Mark Richardson Roger Black         | 2:56,60 min | JamajkaMichael McDonald Roxbert Martin Greg Haughton Davian Clarke                                         | 2:59,42 min |
| Sydney 2000.         | SADAlvin Harrison Antonio Pettigrew Calvin Harrison Michael Johnson              | 2:56,35 min | NigerijaClement Chukwu Jude Monye Sunday Bada Enefiok Udo-Obong              | 2:58,68 min | JamajkaMichael Blackwood Greg Haughton Christopher Williams Danny McFarlane                                | 2:58,78 min |
| Atena 2004.          | SADOtis Harris Derrick Brew Jeremy Wariner Darold Williamson                     | 2:55,91 min | AustralijaJohn Steffensen Mark Ormrod Patrick Dwyer Clinton Hill             | 3:00,60 min | NigerijaJames Godday Musa Audu Saul Weigopwa Enefiok Udo Obong                                             | 3:00,90 min |
| Peking 2008.         | SADLaShawn Merritt Angelo Taylor David Neville Jeremy Wariner                    | 2:55,39 min | BahamiAndretti Bain Michael Mathieu Andrae Williams Chris Brown              | 2:58,03 min | Velika BritanijaAndrew Steele Robert Tobin Michael Bingham Martyn Rooney                                   | 2:58,81 min |
| London 2012.         | BahamiChris Brown Demetrius Pinder Michael Mathieu Ramon Miller                  | 2:56,72 min | SADBryshon Nellum Joshua Mance Tony McQuay Angelo Taylor                     | 2:57,05 min | Trinidad i TobagoLalonde Gordon Jarrin Solomon Ade Alleyne-Forte Deon Lendore                              | 2:59,40 min |
| Rio de Janeiro 2016. | SADArman Hall Tony McQuay Gil Roberts LaShawn Merritt                            | 2:57,30 min | JamajkaPeter Matthews Nathon Allen Fitzroy Dunkley Javon Francis             | 2:58,16 min | BahamiAlonzo Russell Michael Mathieu Steven Gardiner Chris Brown                                           | 2:59,49 min |
| Tokio 2020.          | SAD Michael Cherry Michael Norman Bryce Deadmon Rai Benjamin                     | 2:55,70 min | NizozemskaLiemarvin Bonevacia Terrence Agard Tony van Diepen Ramsey Angela   | 2:57,18 min | BocvanaIsaac Makwala Baboloki Thebe Zibane Ngozi Bayapo Ndori                                              | 2:57,27 min |
| Pariz 2024.          | SAD Christopher Bailey Vernon Norwood Bryce Deadmon Rai Benjamin                 | 2:54.43 min | BocvanaBayapo Ndori Busang Kebinatshipi Anthony Pesela Letsile Tebogo        | 2:54.53 min | Velika BritanijaAlex Haydock-Wilson Matthew Hudson-Smith Lewis Davey Charlie Dobson                        | 2:55.83 min |